# Lancelotto Malocello

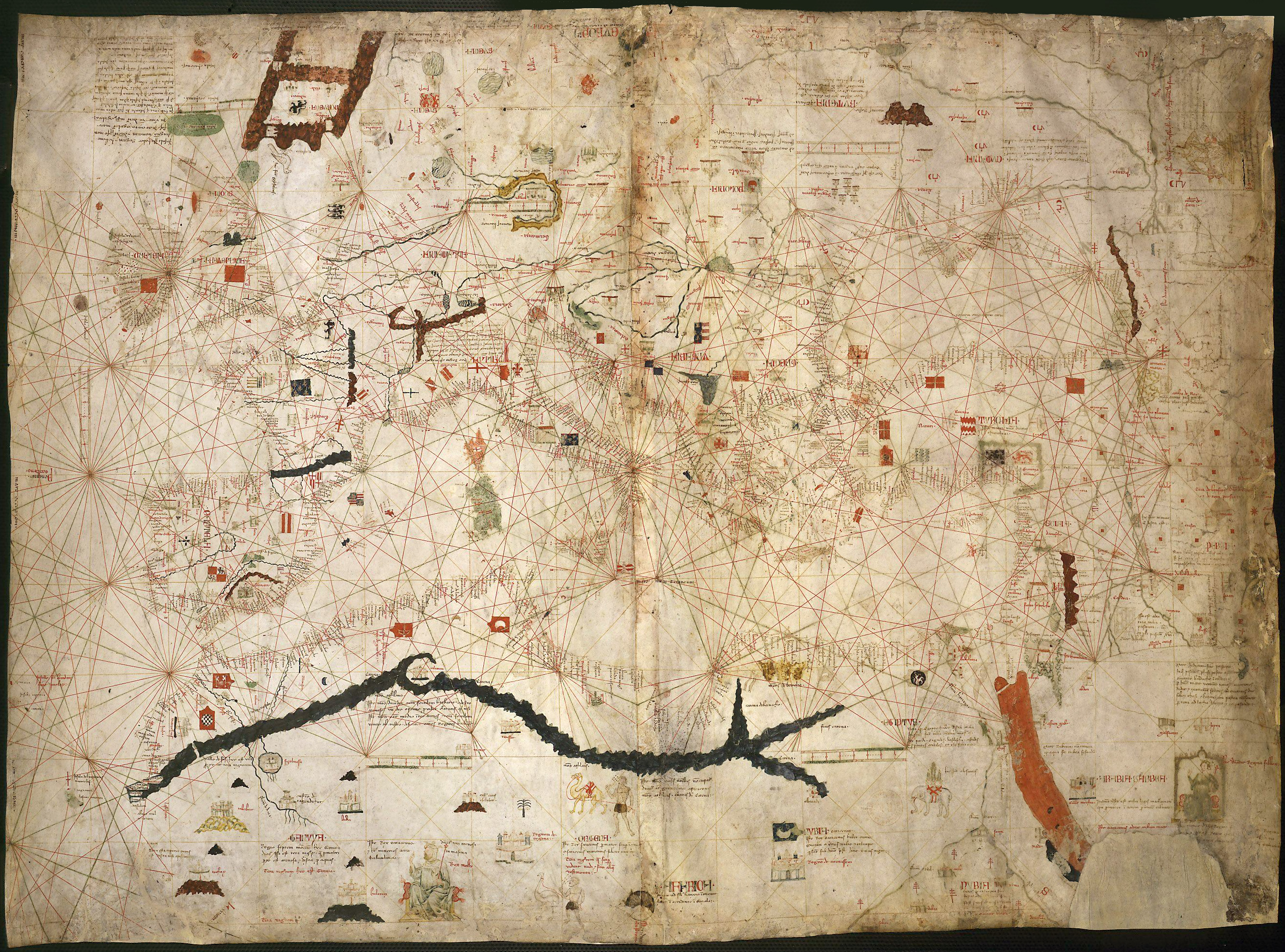
Mapa Angelino Dulcerta – pierwsze opracowanie ukazujące Lanzarote

Lancelotto Malocello (łac. Lanzarotus Marocelus) (ur. w 1270 w Varazze, zm. po 1336 w Genui) – genueński kupiec i żeglarz, odkrywca Wysp Kanaryjskich.
Malocello odkrył Lanzarote dla Europy w 1312 roku, w czasie rejsu wzdłuż wybrzeży Afryki, i spędził następne dwadzieścia lat na wyspie, gdzie prowadził handel z jej mieszkańcami. Koło dzisiejszego Teguise wzniósł niewielki fort Castillo de Guanapay (położony na skraju krateru Guanapay), sto lat później odkryty przez Jeana de Béthencourta. W czasie pobytu Malocello, wyspa była rządzona przez króla Zonzamasa z żoną Fayną. Ich córka Icó władała później wyspą z małżonkiem Guanarteme, a ich syn Guadarfia był ostatnim tubylczym władcą Lanzarote, który w 1402 r. przyjaźnie witał wyprawę Jeana de Bethencourta. Imię córki Guadarfii, Teguise, która wzięła ślub z bratankiem Bethencourta, Maciotem de Béthencourt, zostało nadane nowemu miastu.
Opuścił wyspę po konflikcie z jej mieszkańcami około 1332 r. W 1336 r. flota pod dowództwem Malocello wypłynęła z Lizbony, prawdopodobnie w celu odzyskania wyspy po ich wydaleniu.
Od jego imienia pochodzi nazwa wyspy Lanzarote, która na mapach po raz pierwszy pojawiła się w 1339 roku w pracy Angelino Dulcerta jako „Ínsula de Lançarote Mallucellus”.
Imieniem Malocella został nazwany włoski niszczyciel „Lanzerotto Malocello”, pełniący służbę w okresie międzywojennym, w czasie hiszpańskiej wojny domowej oraz II wojny światowej.